# Kodinagenahalli, Gubbi
Kodinagenahalli là một làng thuộc tehsil Gubbi, huyện Tumkur, bang Karnataka, Ấn Độ.